# Taklift 4 (schip, 1981)
HEBO Lift 10 (voorheen Taklift 4) is een drijvende bok van het Nederlandse bedrijf HEBO Maritiemservice. Het schip staat geregistreerd in Rotterdam. Op 29 december 2022 heeft HEBO de drijvende bok overgenomen van Boskalis. Na de overname is de imposante drijvende bok omgedoopt van Taklift 4 naar HEBO Lift 10.
Het schip is op 9 mei 1981 te water gelaten bij de werf van Verolme Verenigde Scheepswerven in Heusden. Het schip is 83,2 meter lang, 36,9 mbreed en heeft een minimale diepgang van 3 m en een hoogte van 24,7 m. Het schip biedt ruimte aan 30 personen.
De bok heeft een maximaal hefvermogen van 2200 ton, terwijl een massa van 3000 ton gehesen kan worden tot op de waterlijn met behulp van de op het dek aanwezige lieren.
De Taklift 4 is gebouwd voor en heeft dienstgedaan bij de bouw van Oosterscheldekering, waarbij het schip de stalen schuiven, de verkeerskokers, drempelbalken en dorpelbalken op de plaats hing. Eveneens is deze bok ingezet tijdens de berging van de gekapseisde Britse veerboot Herald of Free Enterprise bij Zeebrugge.